# Ali Ermes
Ali Omar Ermes (en árabe: علي عمر الرميص, Trípoli, 1945) es un artista libio que reside en el Reino Unido desde 1981. Experto calígrafo, combina su prosa y su poesía con sus cuadros.

## Biografía
Estudió arquitectura en la universidad de Plymouth, donde se graduó en 1970 y regresó a Libia antes de instalarse definitivamente en Inglaterra.
Publica regularmente artículos en árabe e inglés para publicaciones como Q News.
Actualmente vive en Kensington.